# Apisai Smith
Apisai Smith (ur. 25 sierpnia 1985) – fidżyjski piłkarz występujący na pozycji pomocnika. W 2012 roku wziął udział w Pucharze Narodów Oceanii.